# Maison Rančić
La maison Rančić (en serbe cyrillique : Ранчићева кућа ; en serbe latin : Rančićeva kuća) est située à Grocka, en Serbie, dans la municipalité de Grocka et sur le territoire de la Ville de Belgrade. Construite au début du XIXe siècle, elle est inscrite sur la liste des monuments culturels de grande importance de la République de Serbie (identifiant no SK 69) et sur la liste des biens culturels de la Ville de Belgrade.

## Présentation
La maison Rančić, située 9 rue Majevička à Grocka, a été construite au début du XIXe siècle.
La maison est constituée d'un seul étage, dans le style des maisons traditionnelles du Kosovo. Elle dispose de quatre pièces et est dotée d'un porche surmonté d'une architrave, situé du côté de la cour. Elle a été reconstruite et surélevée en 1830 de manière à accueillir une cave et un oriel.
Elle a été restaurée en 2004.